# 劉綡
劉綡（1574年9月29日—1610年5月23日），字東旭，四川重慶府巴縣人。萬曆三十七年（1609年）己酉科四川鄉試解元。入本省孝友人物誌，崇祀鄉賢，贈通議大夫太常寺少卿。